# Zelena salata
Zelena salata  (lat. Lactuca sativa) jednogodišnja je ili dvogodišnja biljka iz porodice glavočika. Najčešće se uzgaja kao lisnato povrće. U mnogim zemljama, obično se jede sirova u salatama, sendvičima te u drugim jelima. 

## Izgled i uzgoj
Zelena salata raste u glavicama. Kada se koristi za jelo, bere se prije cvjetanja i plodonošenja. Uzgaja se u gotovo cijelom svijetu za potrebe kućanstava i u komercijalne svrhe. Raste na bogatim, humusnim vlažnim tlima. Ako raste na suhim tlima, rano proizvodi sjeme i nije prikladna za jelo. Postoje rane i kasne sorte te na stotine kultivara salate odabranih prema obliku i boji listova, vremenu rasta i roku trajanja. Neke od sorti zelene salate su: radič, endivija, hrastov list, putarica, kristalka, prajzerica itd.
Koristi se u rasadnicima kao test na herbicide. Zelena salata ne raste, ako je prevelika količina herbicida u tlu.

## Povijest
Najraniji prikaz salate je rezbarija u hramu u Karnaku. U drevnom Egiptu pripisivali su joj afrodizijačka svojstva. Rimljani su je kultivirali. Vjeruje se da je nakon putovanja Kristofora Kolumba prenesena u Novi svijet.  

## Proizvodnja
Prema podacima UN-a proizvedeno je 23,55 milijuna tona salate 2007. godine. Najveći proizvođači su: Kina (51%), SAD (22%) i Španjolska (5%). 